# Cleopatra's Needle (berg)
De Cleopatra's Needle is een berg in de Filipijnen. Deze berg is met de hoogte van 1593 meter, de op twee na hoogste van het eiland en de provincie Palawan. Het gebied rond deze berg is sinds 2016 een 387 km² groot natuurreservaat, waar veel endemische diersoorten voorkomen. De berg dankt zijn naam aan een obelisk-achtige structuur nabij de top.